# Wieger Sietsma
Wieger Martin Frisco Sietsma (sinh ngày 11 tháng 7 năm 1995) là một cựu cầu thủ bóng đá chuyên nghiệp người Hà Lan chơi ở vị trí thủ môn. Trong suốt cả sự nghiệp, anh thi đấu cho Hoàng Anh Gia Lai, Milton Keynes Dons, Emmen và Heerenveen.

## Sự nghiệp thi đấu

### FC Emmen
Anh ra mắt chuyên nghiệp tại Eerste Divisie cho Emmen vào ngày 10 tháng 9 năm 2016 trong trận thua 2-1 trước Helmond Sport.

### Milton Keynes Dons
Vào ngày 7 tháng 7 năm 2017, Sietsma gia nhập câu lạc bộ Milton Keynes Dons tại EFL League One lúc bấy giờ, theo dạng chuyển nhượng tự do, ký bản hợp đồng hai năm với tùy chọn thêm một năm.
Sau chấn thương của thủ môn số 1, Lee Nicholls, Sietsma đã có trận ra mắt giải đấu cho câu lạc bộ vào ngày 14 tháng 4 năm 2018 trong trận thua 1–2 trên sân nhà trước Doncaster Rovers. Trở thành thủ môn thứ ba sau khi đội bóng ký hợp đồng với Stuart Moore, Sietsma rời câu lạc bộ theo sự đồng ý của cả hai bên vào ngày 3 tháng 1 năm 2019. Anh đã có tổng cộng 10 lần ra sân trên mọi đấu trường cho câu lạc bộ.

### Hoàng Anh Gia Lai
Vào ngày 16 tháng 1 năm 2019, Sietsma gia nhập câu lạc bộ Hoàng Anh Gia Lai tại Giải bóng đá Vô địch Quốc gia Việt Nam theo dạng chuyển nhượng tự do. Tháng 9 năm 2020, anh quyết định giải nghệ để tập trung vào công việc kinh doanh của mình.

## Thống kê sự nghiệp
| Câu lạc bộ          | Mùa giải            | Giải đấu                               | Giải đấu | Giải đấu | Cúp quốc gia | Cúp quốc gia | League Cup | League Cup | Khác | Khác | Tổng cộng | Tổng cộng |
| Câu lạc bộ          | Mùa giải            | Hạng đấu                               | Trận     | Bàn      | Trận         | Bàn          | Trận       | Bàn        | Trận | Bàn  | Trận      | Bàn       |
| ------------------- | ------------------- | -------------------------------------- | -------- | -------- | ------------ | ------------ | ---------- | ---------- | ---- | ---- | --------- | --------- |
| SC Heerenveen       | 2015–16             | Eredivisie                             | 0        | 0        | 0            | 0            | —          | —          | —    | —    | 0         | 0         |
| SC Heerenveen       | 2016–17             | Eredivisie                             | 0        | 0        | 0            | 0            | —          | —          | —    | —    | 0         | 0         |
| SC Heerenveen       | Tổng cộng           | Tổng cộng                              | 0        | 0        | 0            | 0            | —          | —          | —    | —    | 0         | 0         |
| FC Emmen (mượn)     | 2016–17             | Eerste Divisie                         | 6        | 0        | 0            | 0            | —          | —          | —    | —    | 6         | 0         |
| Milton Keynes Dons  | 2017–18             | EFL League One                         | 5        | 0        | 0            | 0            | 1          | 0          | 4    | 0    | 10        | 0         |
| Milton Keynes Dons  | 2018–19             | EFL League Two                         | 0        | 0        | 0            | 0            | 0          | 0          | 0    | 0    | 0         | 0         |
| Milton Keynes Dons  | Tổng cộng           | Tổng cộng                              | 5        | 0        | 0            | 0            | 1          | 0          | 4    | 0    | 10        | 0         |
| Hoàng Anh Gia Lai   | 2019                | Giải bóng đá Vô địch Quốc gia Việt Nam | 18       | 0        | 2            | 0            | —          | —          | —    | —    | 20        | 0         |
| Tổng cộng sự nghiệp | Tổng cộng sự nghiệp | Tổng cộng sự nghiệp                    | 29       | 0        | 2            | 0            | 1          | 0          | 4    | 0    | 36        | 0         |

1. ↑  Ra sân tại EFL Trophy.